# Boggy Depot
Boggy Depot é o primeiro álbum solo de Jerry Cantrell, guitarrista e vocalista da banda de rock Alice in Chains. A edição em vinil do álbum foi lançada em 31 de março de 1998, e o CD foi lançado em 7 de Abril de 1998 pela Columbia Records. Boggy Depot estreou na 28ª posição da Billboard 200 e permaneceu no Top 200 durante 14 semanas. As faixas "Cut You In", "My Song" e "Dickeye" foram lançadas como singles. "Cut You In" atingiu a 5ª posição do ranking Mainstream Rock Tracks da  Billboard, enquanto "My Song" alcançou a 6ª posição e "Dickeye" ficou na 36ª posição.

## Faixas
1. "Dickeye" – 5:07
2. "Cut You In" – 3:23
3. "My Song" – 4:07
4. "Settling Down" – 6:12
5. "Breaks my Back" – 7:07
6. "Jesus Hands" – 5:37
7. "Devil by His Side" – 4:50
8. "Keep the Light on" – 4:49
9. "Satisfy" – 3:35
10. "Hurt a Long Time" – 5:41
11. "Between" – 3:37
12. "Cold Piece" – 8:29

## Créditos
- Jerry Cantrell - vocal, guitarra, clavinet, órgão, piano, bateria
- Rex Brown - baixo em "Dickeye", "My Song", "Keep The Light On", "Satisfy" e "Hurt A Long Time"
- Mike Inez - baixo em "Cut You In", "Jesus Hands" e "Devil By His Side"
- Norwood Fisher - baixo em "Settling Down" e "Breaks My Back"
- Les Claypool - baixo em "Between" e "Cold Piece"
- Sean Kinney - bateria
- Angelo Moore - cornetas

### Técnicos de Produção
- Produção: Jerry Cantrell e Toby Wright
- Engenharia de Som, Mixagem: Toby Wright
- Assistente de Engenharia de Som: Scott Olson
- Direção de Arte: Mary Maurer

## Posições nas paradas

### Álbum
| Ano  | Parada            | Posição |
| ---- | ----------------- | ------- |
| 1998 | Billboard Top 200 | 28      |

### Singles
| Ano  | Single       | Parada                 | Posição |
| ---- | ------------ | ---------------------- | ------- |
| 1998 | "Cut You In" | Mainstream Rock Tracks | 5       |
| 1998 | "Cut You In" | Modern Rock Tracks     | 15      |
| 1998 | "Dickeye"    | Mainstream Rock Tracks | 36      |
| 1998 | "My Song"    | Mainstream Rock Tracks | 6       |